# II Thyle I
II Thyle I és una característica d'albedo a la superfície de Mart, localitzada amb el sistema de coordenades planetocèntriques a -69.78 ° latitud N i 180 ° longitud E. El nom va ser aprovat per la UAI l'any 1958 i fa referència a Tule, territori mític situat molt al nord.